# Зелено лабео
Зелено лабео (Epalzeorhynchos frenatum) е вид лъчеперка от семейство Шаранови (Cyprinidae), разпространена в Югоизточна Азия - басейните на Меконг, Чау Пхрая и Ме Клонг. Предпочитат слабокисели води с песъчливо дъно. Използват се с декоративни цели в акваристиката.
Имат удължено тяло, достигащо дължина 15 cm, с черно-зеленикав цвят и червени до оранжевочервени перки. Някои форми са светлооранжеви с тъмночервени перки или бели с яркооранжеви перки. Муцуната е издължена, а коремът е плосък. Мъжките са по-тънки, по-ярко оцветени и с черни линии по опашните перки. Продължителността на живота е 4 до 6 години.